# Soumaïla Cissé
Soumaïla Cissé, född 20 december 1949 i Timbuktu, död 25 december 2020 i Paris, var en malisk politiker.
1990 bildade Cissé, Ibrahim Boubacar Keïta och andra motståndare till diktatorn Moussa Traoré, Alliansen för demokrati i Mali som efter Traorés fall året därpå ombildades till ett politiskt parti, ADEMA-PASJ.
1992 vann ADEMA-PASJ president- och parlamentsvalen. Cissé utsågs till finansminister och har senare beklätt andra ministerposter.
I presidentvalet år 2002 utsågs Cissé till ADEMA-PASJ:s presidentkandidat. Han fick näst flest röster (21,31 %) och lyckades med knapp nöd (omkring 4000 röster mer än Keïta) kvalificera sig för den andra valomgången, där Cissé dock fick se sig besegrad av Amadou Toumani Touré.
I presidentvalet i Mali 2013 var det ombytta roller mellan Cissé och Keïta, när de möttes i den andra valomgången.
Cissé fick 22,39 % av rösterna. Han erkände omgående sitt nederlag och förklarade sig framgent vilja arbeta fram en fungerande politisk opposition i landet.
Han avled den 25 december 2020 i sviterna av Covid-19.